# Pseudovates arizonae
Pseudovates arizonae là một loài Bọ ngựa trong họ Bọ ngựa. Loài này được Hebard miêu tả năm 1935. Đây là loài bản địa của Hoa Kỳ.